# Aphengium
Aphengium là một chi bọ cánh cứng thuộc họ Scarabaeidae.